# 니콜로 포르테브라초

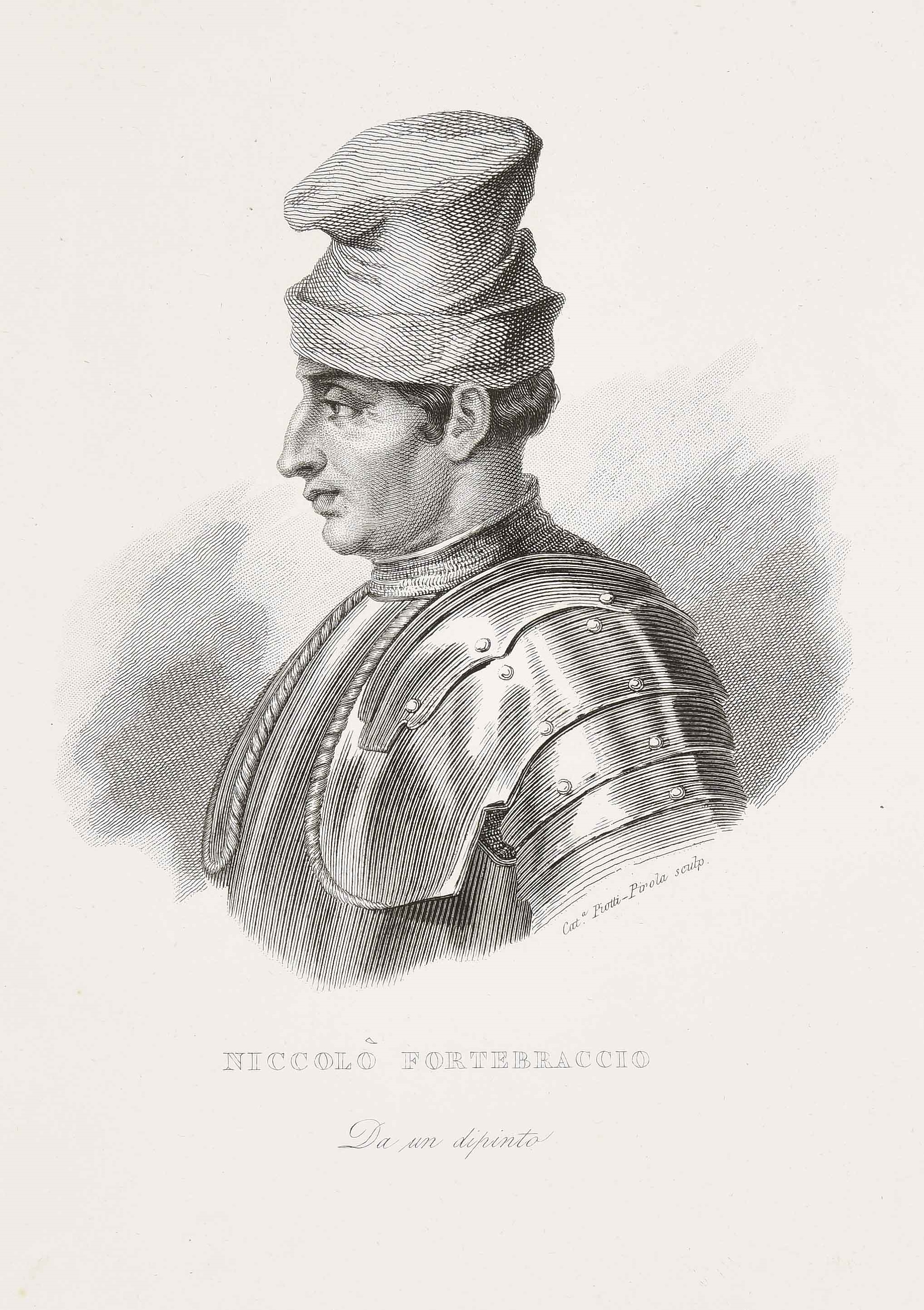

니콜로 포르테브라초(Niccolò Fortebraccio, 1375년–1435년)는 니콜로 델라 스텔라(Niccolò della Stella)라고도 알려진 이탈리아 출신의 콘도티에로이다.
산탄젤로인바도에서 그는 브라초 다 몬토네의 자매인 스텔라(Stella)의 아들로 태어났다. 그의 배다른 형제 오도(Oddo)와 친척 카를로(Carlo) 역시도 콘도티에로였다.
1426년과 1429년에 그는 피렌체 공화국에서 일했다고 언급되었다. 나중에 그는 구이단토니오 다 몬테펠트로와 함께 볼테라와 루카를 상대하기로 보내졌지만 1430년에 니콜로 피치니노에게 패배했다. 다음 해 교황 에우제니오 4세는 치타디카스텔로를 탈환하라고 명령하지만 포르테바초가 물러서고 만다. 이 후퇴에도 불구하고 에우제니오는 그를 토스카나에서 신성 로마 제국 황제 지기스문트의 진격을 막고 라티움의 프레페티 디 비코 가문을 대응하기 위한 교황군 곤팔로니에레로 임명하였다. 그러나 포르테바초는 대부분 그의 사적 이익(특히 치타디카스텔로의 소유권을 바랬다)을 추구하였기에 그는 해임되었다.
밀라노 공국의 비스콘티 가문에게 콘도타를 수여받은 그는 1434년에 로마에 맞섰다. 조반니 비텔스키는 그에 대항해서 보내졌으나 그가 로마냐의 반란을 진압하기 위해 소집되면서, 포르테바초는 티볼리를 점령하여 하였다. 에우제니오 4세는 콜론나 가문의 보호 하에 공화국이 세워진 로마에서 달아났다. 로마의 군주로 그를 너무나도 대단하고 여겨진 포르테브라초도 달아났다. 그를 해하려던 계획에서 탈출한 그는 아시시를 정복하고 루도비코 다 바티폴레(Ludovica da Battifolle)와 혼인했다.
이탈리아에 전쟁을 잠시 종료시킨 일반 조약을 지속하는데 실패한 후, 카피타노 제네랄레 프란체스코 스포르차 하에 포르테브라초를 상대로 하는 동맹이 형성되었다. 1435년 8월 15일 니콜로는 승리를 거두고 레오네 스포르차를 포로로 붙잡았지만 8월 23일 알레산드로 스포르차가 카메리노 인근 피오르디몬테(Fiordimonte) 공성전에서 그를 격퇴시켰다. 그의 말 사체에 깔려 부상을 입은 포르테브라초는 크리스토포로 다 톨렌티노가 그를 죽일 때까 고통속에 내버려졌다..

## 같이 보기
- 롬바르디아 전쟁